# 7-й гусарський полк (Австро-Угорщина)
7-ий гусарський полк — полк цісарсько-королівської кавалерії Австро-Угорщини.
Повна назва: K.u.k. Jazigier und Kumanier Husaren-Regiment «Wilhelm II. Deutscher Kaiser und König von Preußen» Nr. 7
Дата утворення — 1798 рік.
Почесний шеф — Вільгельм ІІ, німецький кайзер.

## Склад полку
Набір рекрутів
Національний склад полку (липень 1914) — 98 % угорців та 2 % інших.
Мови полку (липень 1914) — угорська.

## Інформація про дислокацію

### Перша світова
- 1914 рік — штаб і ІІ-й дивізіон — у Дебрецені; І-й дивізіон у Надьвараді.[4] .
- 1914 — входить до складу VI корпусу, 2 кавалерійська дивізія, 16 Бригада кавалерії

## Командири полку
- 1859: Едмунд Беркреді[5]
- 1865: Едмунд Беркреді[6]
- 1879: Карл Мечери де Цор[7]
- 1908: Бруно фон Шонбергер[8]
- 1914: Бела Берцевіци фон Берцевіце і Какас-Ломніц[9]